# Srebrna Pagoda w Phnom Penh
Srebrna Pagoda (khmer. : វត្តប្រាក់) – zespół budowli świątynnych w Phnom Penh. Obejmuje świątynię królewską zwaną oficjalnie Preah Vihear Preah Keo Morakot(ព្រះវិហារព្រះកែវមរកត), a zazwyczaj określaną jako Wat Preah Keo.
W głównym budynku znajduje się skarbiec narodowy zawierający m.in. złote posągi Buddy. Najsłynniejszy z nich to kryształowy Budda, zwany potocznie kambodżańskim szmaragdowym Buddą. Innym skarbem jest niemal naturalnej wielkości wizerunek Buddy Maitrei inkrustowany 9 584 diamentami. Za rządów króla Sihanouka Srebrna Pagoda została wyłożona ponad 5 tysiącami srebrnych płytek, stąd nazwa świątyni.

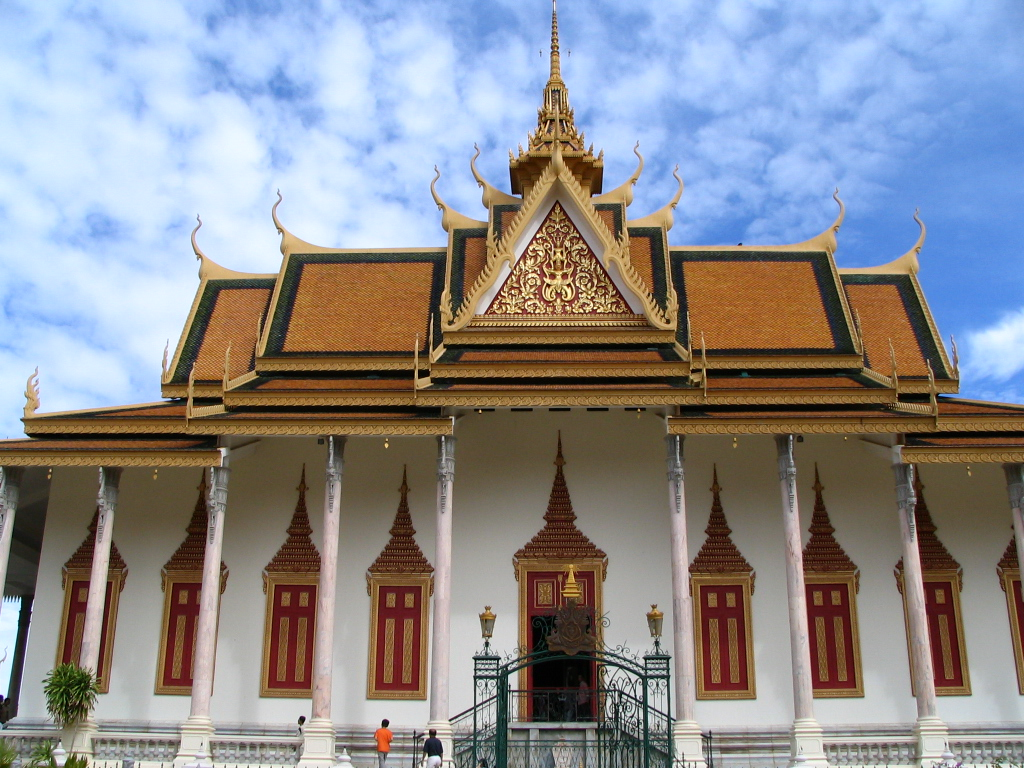
Srebrna Pagoda – widok z boku